# Звездна система
Звездна система е сбор от малко звезди, които се въртят една около друга, вследствие гравитационно привличане. По-голяма група звезди, свързани гравитационно, обикновено се нарича звезден куп или галактика, макар в по-общ смисъл те също да представляват звездни системи.
Звездна система, включваща две звезди, се нарича двойна звезда. Ако няма въздействие на приливни сили, смущения от други сили и няма пренос на маса от едната звезда към другата, то една такава система е стабилна, а двете звезди биха следвали елиптична орбита около барицентъра на системата безкрайно дълго.
Звездна система с множество звезди включва три или повече звезди, които от Земята изглеждат близо една до друга. Това може да е в резултат на физическа близост на звездите, които да са свързани гравитационно свързани. От друга страна, близостта може да е само привидна, a в действителност звездите да са много отдалечени една от друга, макар на небето те да изглеждат съседни.
Повечето звездни системи са съставени от тройни звезди. Системите с четири или повече компонента са значително по-редки. Такива системи са по-малки от разсеяните звездни купове, които имат по-сложна динамика и обикновено между 100 и 1000 звезди. Броят познати звездни системи с повече от три звезди намалява експоненциално с увеличаване на броя звезди в тях. Така например, в каталози на звездни системи от 1999 г., 551 от 728 системи са тройни. Все пак, поради систематичната грешка при подбор, изводите от тези статистики са много непълни.
Звездните системи могат да се подразделят на два главни динамични класа: йерархични системи, които са стабилни и са съставени от вложени орбити, които не си взаимодействат особено, така че всяко ниво на йерархията може да се счита за задача с две тела, или трапеция, които имат нестабилни силно взаимодействащи си орбити и се моделират като задача с n тела, проявявайки хаотично поведение.